# Candle in the Wind 1997
Candle in the Wind 1997 (pol. Świeca na wietrze 1997) lub Goodbye England’s Rose (pol. Żegnaj, różo Anglii) – nowa wersja piosenki „Candle in the Wind” Eltona Johna, wydana we wrześniu 1997 jako singel poświęcony tragicznie zmarłej Dianie, księżnej Walii.
Piosenka dotarła do pierwszego miejsca na brytyjskiej liście UK Singles Chart, stając się tym samym czwartym singlem numer jeden w dorobku Johna w Wielkiej Brytanii. Utwór dotarł także do pierwszego miejsca na listach przebojów w wielu innych krajach.
Na singlu, poza „Candle in the Wind 1997”, pojawiły się też piosenki „Something About the Way You Look Tonight” i „You Can Make History (Young Again)”.

## O utworze
Utwór jest nową wersją pochodzącej z 1973 roku piosenki Candle in the Wind, która została napisana z myślą o Marilyn Monroe. Kiedy Elton John i jego tekściarz Bernie Taupin dowiedzieli się o tragicznej śmierci Księżnej Diany, postanowili stworzyć piosenkę, by oddać jej hołd. Nie mając jednak wystarczająco czasu by komponować zupełnie nowy utwór, postanowili przerobić niemal dwudziestopięcioletni hit z albumu Goodbye Yellow Brick Road. Bernie Taupin bazując na pierwotnym, ułożył tekst na nowo. W wersji z 1997 roku instrumentem przewodnim jest fortepian, a w tle słyszymy delikatną grę orkiestry. W przeciwieństwie do oryginału nie użyto perkusji czy gitary.

## Listy przebojów
Utwór został najszybciej sprzedającym się singlem w historii Wielkiej Brytanii. Sprzedał się w nakładzie 658 tys. kopii jedynie w ciągu pierwszego dnia sprzedaży i 2 milionów w ciągu pierwszych 7 dni sprzedaży. Jest jedynym singlem, który dostał się na 1. miejsce UK Singles Chart mimo zaledwie dnia sprzedaży i do tego całkowicie zdominował notowanie zostawiając resztę stawki daleko z tyłu. W pierwszym pełnym tygodniu "Candle In The Wind" sprzedało się w nakładzie ponad 1,5 miliona kopii, co dało ponad 2.200.000 kopii w ciągu 8 dni sprzedaży. Singel zajmował miejsce pierwsze w brytyjskiej liście przez pięć tygodni i w sumie został sprzedany w liczbie 4,9 milionów kopii w UK, pobijając tym samym ustanowiony 13 lat wcześniej rekord singla Do They Know It's Christmas? zespołu Band Aid i stając się najlepiej sprzedawanym singlem w Wielkiej Brytanii.
W Stanach Zjednoczonych oddźwięk był podobny. Był to siódmy krążek w historii, który zadebiutował jako numer 1. Potrzebował jedynie tygodnia do pokrycia się platyną, którą uzyskał za przekroczenie miliona kopii. W sumie w USA został sprzedany w ponad 11-milionowym nakładzie i spędził 14 tygodni na szczycie Billboard Hot 100.
Płyta odniosła sukces w wielu innych krajach. W Kanadzie spędziła trzy lata w zestawieniu top 20, z 46 tygodniami na szczycie listy. Jednak to dość nietypowe powodzenie można wyjaśnić m.in. ogólnym ówczesnym brakiem dostępności singli na kanadyjskim rynku, w niektórych tygodniach płyta pojawiała się w rankingach sprzedaży z wynikiem niecałych stu kopii sprzedanych na terenie całego kraju.
W Polsce singiel ten pokrył się platyną, przyznaną w 1999 roku. Piosenka była na szczycie Listy Przebojów Programu Trzeciego przez cztery tygodnie.
Na całym globie sprzedano ponad 33 miliony kopii, czyniąc tym samym utwór najlepiej sprzedającym się singlem w historii (przyjmując inną metodykę liczenia, drugim najlepiej sprzedającym się singlem w historii). Obliczono, że w szczytowym momencie w ciągu sekundy na całej Ziemi sprzedawano średnio po 6 kopii. Elton John, wszyscy muzycy, którzy przyczynili się do powstania tego wydawnictwa, a także kompanie płytowe zrzekły się wszelkich profitów płynących ze sprzedaży singla, przekazując całe dochody na rzecz fundacji Diana, Princess of Wales Memorial Fund.

## Najwyższe pozycje
| Zestawienie (1997)            | Najlepsza pozycja |
| ----------------------------- | ----------------- |
| UK Singles Chart              | 1                 |
| U.S. Billboard Hot 100        | 1                 |
| Billboard Adult Contemporary  | 2                 |
| Australia ARIA Singles Chart  | 1                 |
| Canadian Singles Chart        | 1                 |
| Irish Singles Chart           | 1                 |
| Japanese Oricon Singles Chart | 1                 |
| Austria Singles Chart         | 1                 |
| Switzerland Singles Chart     | 1                 |
| Sweden Singles Chart          | 1                 |
| France Singles Chart          | 1                 |
| Finland Singles Chart         | 1                 |
| Norway Singles Chart          | 1                 |
| Netherlands Singles Chart     | 1                 |
| Belgium Singles Chart         | 1                 |

### Sprzedaż
- Stany Zjednoczone: (11x platyna) (Sprzedano: 11.000.000)
- Wielka Brytania: (9x platyna) (Sprzedano: 5.400.000)
- Niemcy: (9x platyna) (Sprzedano: 4.500.000+)
- Francja: (Płyta diamentowa) (Sprzedano: 2.000.000+)
- Kanada: (Płyta diamentowa) (Sprzedano: 1.000.000)
- Australia: (14x platyna) (Sprzedano: 980.000+)
- Japonia: (2x platyna) (Sprzedano: 630.000+)
- Szwajcaria: (9x platyna) (Sprzedano: 450.000)
- Hiszpania: (9x platyna) (Sprzedano: 450.000)
- Holandia: (6x platyna) (Sprzedano: 300.000)
- Austria: (6x platyna) (Sprzedano: 180.000)
- Brazylia: (platyna) (Sprzedano: 125.000)
- Meksyk: (Złota płyta) (Sprzedano: 100.000)
- Norwegia: (8x platyna) (Sprzedano: 80.000)
- Finlandia: (5x platyna) (Sprzedano: 54.225)
- Polska: (platyna) (Sprzedano: 20.000+)[2]